# Schachkreuz

Wappenbeispiel Ingelheim

Als Schachkreuz wird in der Heraldik das gekreuzte gemeinsame Auftreten von Pfahl und Balken bezeichnet, wenn diese beiden Heroldsbilder in zwei Farben und möglichst nur zweireihig geschacht sind.
Das verwendete Kreuz ist ein gemeines Kreuz. Es kann als Wappenfigur im Feld schweben oder als ein durchgehendes Kreuz die Schildränder berühren und wird zum eigentlichen Heroldsbild. Die Bezeichnung Schachkreuz in der Wappenbeschreibung selbst wird als unheraldische angesehen. Bei der Beschreibung des Musters auf Balken oder Pfahl wird in einer Blasonierung der Begriff überflüssig. Dazu gehört auch, es als geschachtes Kreuz zu blasonieren. Besser ist die einzelne Nennung der beiden gekreuzten Heroldsbilder. Das Kreuz kann auch gedreht als Andreaskreuz im Wappen sein.
Das Schachkreuz ist nicht mit dem Schächerkreuz zu verwechseln.